# Some Other Guy
"Some Other Guy" is een nummer van de Amerikaanse zanger Richie Barrett. In 1962 werd het nummer uitgebracht als single.

## Achtergrond
"Some Other Guy" is geschreven door Jerry Leiber en Mike Stoller in samenwerking met Barrett. In het nummer is een elektrische piano te horen, een instrument dat destijds weinig in de popmuziek werd gebruikt. Barrett bracht het nummer uit als single, maar deze bereikte geen hitlijsten.
"Some Other Guy" is gecoverd door veel artiesten binnen de Merseybeatstroming. The Big Three wist met hun versie een hit te scoren; zij behaalden in 1963 plaats 37 in de UK Singles Chart. Het werd echter bekender in de versie van The Beatles, die het vaak live speelden tijdens hun optredens in de Cavern Club. Op 22 augustus 1962 werden filmopnamen in deze club gemaakt, de enige bekende beelden van de band die hier zijn opgenomen, terwijl zij dit nummer speelden. Dit was tevens een van de eerste optredens met Ringo Starr als vaste drummer, aangezien Pete Best een week eerder werd ontslagen. Deze beelden werden gebruikt in de documentaire The Beatles Anthology. Een liveversie, opgenomen op 23 juni 1963 voor het BBC-radioprogramma Easy Beat, verscheen in 1994 op het livealbum Live at the BBC. Een andere versie, opgenomen op 26 januari 1963 voor het programma Saturday Club, stond in 2013 op het album The Beatles Bootleg Recordings 1963. Best bracht in 1965 een cover uit op zijn album Best of The Beatles.
Naast de Merseyside-artiesten werd "Some Other Guy" ook gecoverd door Wayne Fontana met The Mindbenders en door The Smithereens